# Belägringen av Viborg (1495)
Belägringen av Viborg ägde rum på hösten 1495 som en del av sturarnas ryska krig. I början september gick en rysk armé över svenska östgränsen och inneslöt gränsborgen Viborg i Karelen. Efter flera veckors belägring valde ryssarna att försöka sig på en slutgiltig stormning av fästningen. Anfallet inleddes den 30 oktober men slogs tillbaka av försvararna efter hårda strider. Motgången fick ryssarna att ge upp tanken att inta Viborg, varpå belägringen hävdes. 
Enligt en vida spridd sägen skulle den svenske kommendanten Knut Jönsson (Posse) ha hejdat den ryska stormningen genom att spränga ett av borgens torn, den s.k. “viborgska smällen”. Händelsen finns emellertid inte omnämnd i samtida källor, utan antas vara konstruktion av senare tiders historiker.